# Гасбург (Вірджинія)
Гасбург (англ. Gasburg) — переписна місцевість (CDP) в США, в окрузі Брансвік штату Вірджинія. Населення — 408 осіб (2020).

## Географія
Гасбург розташований за координатами 36°33′33″ пн. ш. 77°52′26″ зх. д. / 36.55917° пн. ш. 77.87389° зх. д. (36.559201, -77.874011).  За даними Бюро перепису населення США в 2010 році переписна місцевість мала площу 17,18 км², з яких 14,61 км² — суходіл та 2,57 км² — водойми.

## Демографія
Згідно з переписом 2010 року, у переписній місцевості мешкала 481 особа в 243 домогосподарствах у складі 155 родин. Густота населення становила 28 осіб/км².  Було 636 помешкань (37/км²).
Расовий склад населення:
| - 91,9 % — білих - 6,2 % — чорних або афроамериканців - 0,6 % — азіатів - 0,2 % — корінних американців |

До двох чи більше рас належало 0,4 %. Частка іспаномовних становила 2,1 % від усіх жителів.
За віковим діапазоном населення розподілялося таким чином: 10,6 % — особи молодші 18 років, 57,6 % — особи у віці 18—64 років, 31,8 % — особи у віці 65 років та старші. Медіана віку мешканця становила 57,5 року. На 100 осіб жіночої статі у переписній місцевості припадало 102,1 чоловіків;  на 100 жінок у віці від 18 років та старших — 99,1 чоловіків також старших 18 років.
Середній дохід на одне домашнє господарство  становив 65 031 долар США (медіана — 58 902), а середній дохід на одну сім'ю — 74 748 доларів (медіана — 59 792). За межею бідності перебувало 3,2 % осіб, у тому числі 0,0 % дітей у віці до 18 років та 8,1 % осіб у віці 65 років та старших.
Цивільне працевлаштоване населення становило 244 особи. Основні галузі зайнятості: оптова торгівля — 16,8 %, мистецтво, розваги та відпочинок — 14,3 %, науковці, спеціалісти, менеджери — 13,5 %.